# Historia de París

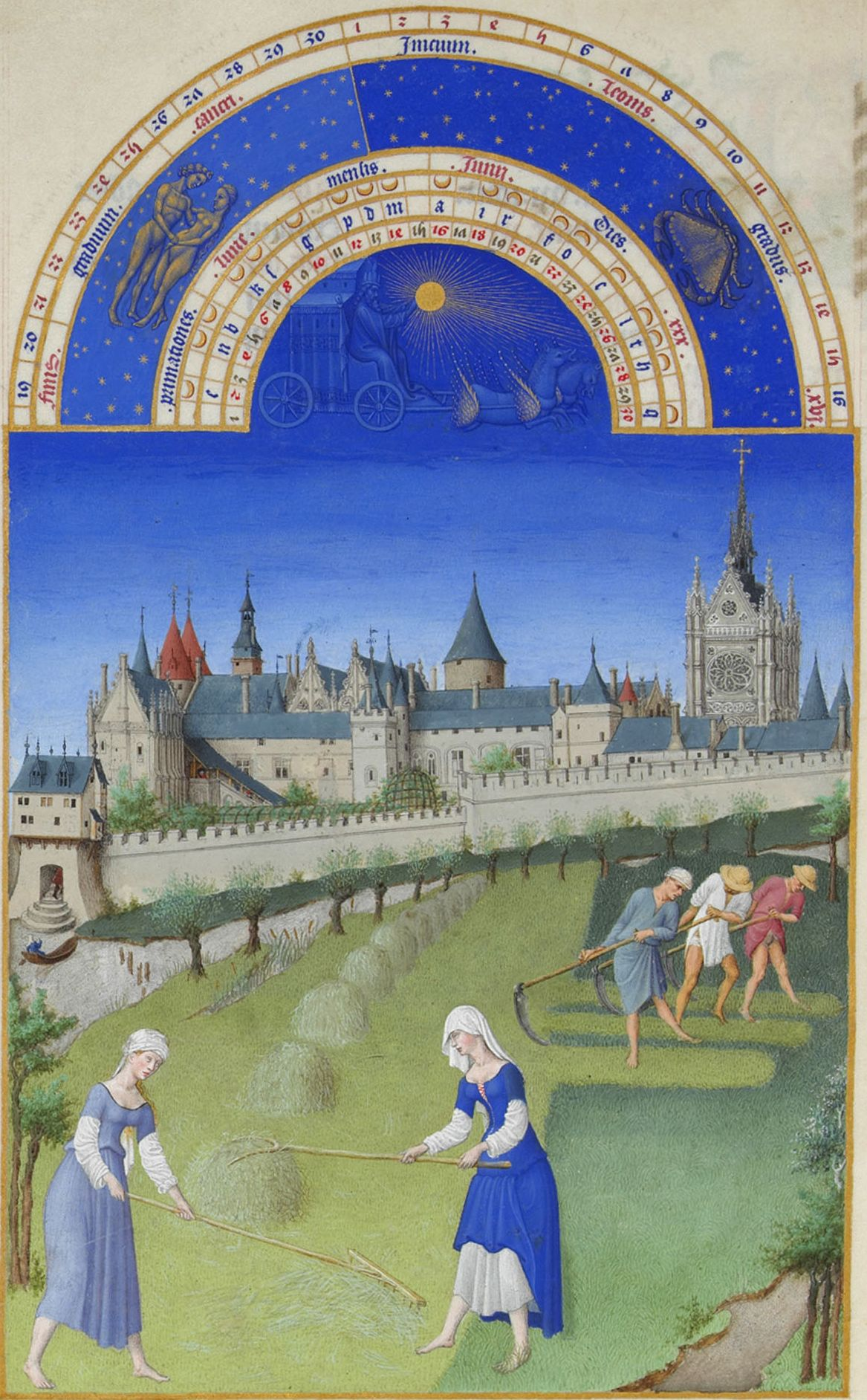
Las muy ricas horas del Duque de Berry. La escena tiene lugar a orillas del río Sena, en un campo ubicado en el sitio de la residencia parisina del duque. Al otro lado del río se extiende el Palacio de la Cité.

La historia de París está ligada a la conjunción de varios factores geográficos y políticos. Esta ciudad nunca ha sido declarada capital oficialmente, sin embargo lo es de facto desde que la monarquía la eligió como lugar de residencia, por lo que paulatinamente fue aglutinando instituciones administrativas y gubernamentales. A partir del siglo XIII, París se convirtió en el centro político del reino, gracias a la presencia permanente de los monarcas de Francia, hasta que Luis XIV trasladó su residencia a Versalles en el siglo XVII.
La posición de París, en la encrucijada entre las rutas comerciales terrestres y fluviales en el corazón de una rica región agrícola, la convirtió en una de las principales ciudades de Francia durante el siglo X, con palacios reales, ricas abadías y una catedral; durante el siglo XII, París se convirtió en uno de los primeros centros de Europa para la educación y las artes.
Ya sea con la Fronda, la Revolución francesa o mayo de 1968, París siempre ha estado en el centro de los acontecimientos que han marcado la historia de Francia.

## Etimología
Su nombre proviene del pueblo galo de los parisios (en latín, Parisii). La palabra «París» deriva del latín Civitas Parisiorum (‘la ciudad de los parisi’), designación que predominó sobre Lutecia (cuyo nombre completo era Lutetia Parisii). No se conoce con certeza el origen del nombre de los parisii.
Jacques-Antoine Dulaure dio una explicación posible al origen del nombre de los parisii, asociándolo a la diosa egipcia Isis, a causa del descubrimiento de una estatua de la diosa encontrada en la abadía de Saint-Germain-des-Prés. Esta estatua era delgada, alta, erguida, negra, casi desnuda, vestida con ropa adornada en pliegues alrededor de sus extremidades y se encontraba situada en la pared del lado norte, donde se encontraba el crucifijo de la iglesia: se la llamaba el ídolo de Saint-Germain-des-Prés.

## Prehistoria

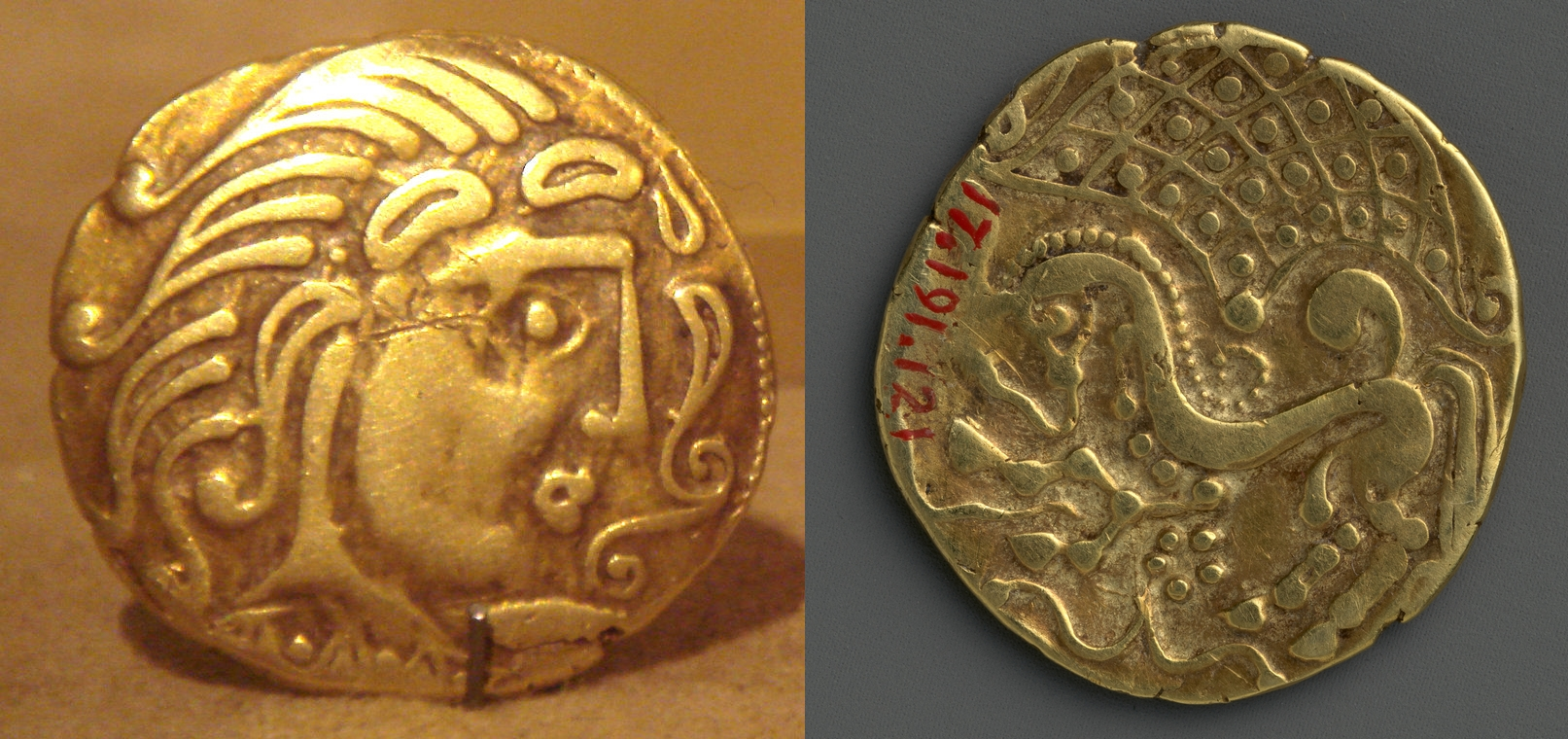
Monedas de los Parisios (Museo Metropolitano de Arte).

El área de París moderno ha sido habitada desde al menos el IV milenio a. C.. Hallazgos arqueológicos que datan de esta época muestran que hubo un asentamiento cerca de Bercy, en la orilla derecha del Sena, que fue un representante temprano de la Cultura Chasséen. Entre los hallazgos hay canoas.

## Edad Antigua

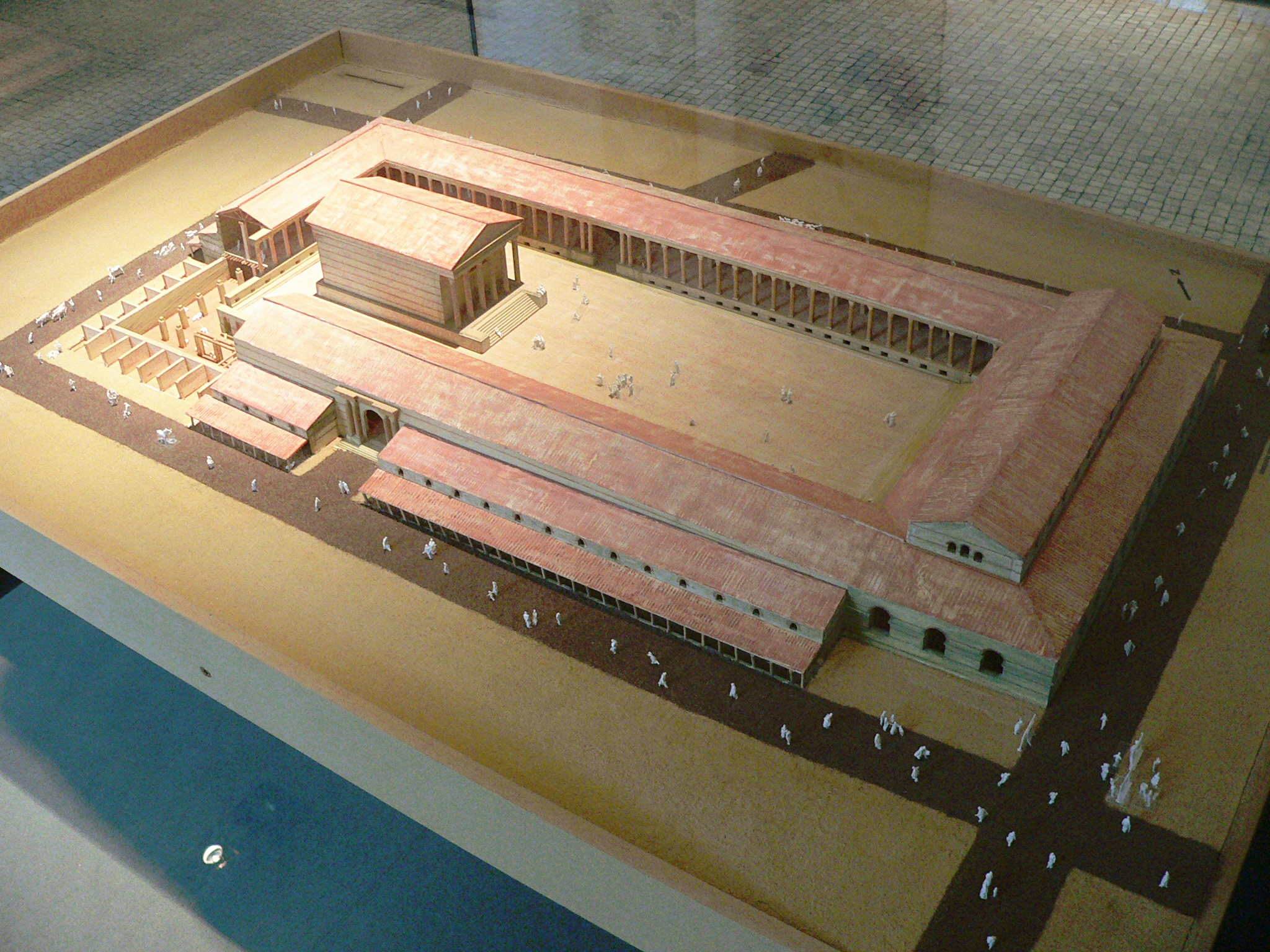
Maqueta del foro de Lutecia.

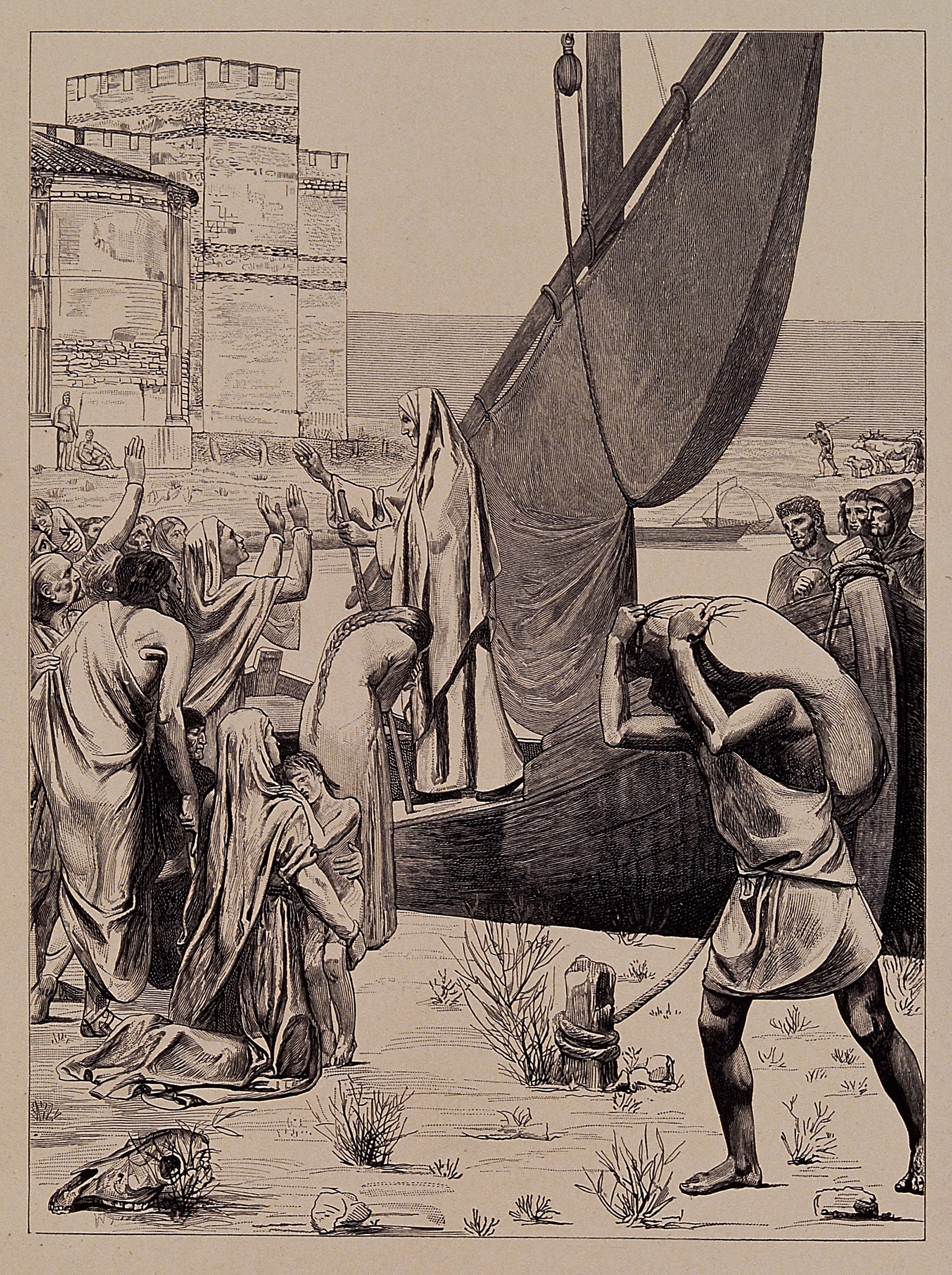
Santa Genoveva repartiendo víveres en París.

Se cree que un asentamiento en el sitio actual de París, fue fundado alrededor de 250 a. C. por una tribu celta llamada Parisios, que estableció un pueblo de pescadores cerca del río Sena. La Île de la Cité tradicionalmente se asumía que era la ubicación de este asentamiento, pero esta teoría ha sido recientemente puesta en duda. Recientes hallazgos arqueológicos indican que en la región de París el mayor asentamiento prerromano puede haber sido en el suburbio actual de Nanterre. En el siglo I a. C. el pueblo celta de los parisios (Parisii), fortificó la isla de la Cité, que constituye el corazón de la ciudad.
En el año 52 a. C. los romanos fundaron una ciudad en el mismo sitio donde los parisinos tuvieron su aldea y expandiéndola a ambas márgenes del río Sena la llamaron Lutecia, que hoy es París, nombre que toma de los primitivos pobladores celtas.
Batalla de Lutecia (52 a. C.)
La batalla de Lutecia fue una victoria de los romanos de Tito Labieno a una coalición gala al mando de Camulógeno para controlar Lutecia, antecesora de la actual París, en el 52 a. C.
Mientras Julio César estaba ocupado en Gergovia con seis legiones, su lugarteniente Labieno fue enviado con otras 4 a someter a los parisios y senones. Tras tomar el oppidum de Metiosedum o Melodunum (actual Melun), los romanos cruzaron el río Sena pero amenazados por un gran ejército de belovacos deciden volver a traspasarlo para reunirse con su comandante en Agedincum pero los galos bloquearon su camino para impedirle retroceder. Labieno deja cinco cohortes defendiendo el campamento mientras con tres legiones cruza el río en canoas de noche.
Lutecia
Bajo el gobierno romano, Lutecia fue intensamente romanizada, con una población estimada de alrededor de 8.000 personas. No tuvo gran importancia política -la capital de su provincia, Lugdunensis Senona, era Agedinco (la moderna Sens, Yonne)-. Fue cristianizada en el siglo III, cuando según la tradición San Dionisio se convirtió en el primer obispo de la ciudad. El proceso no fue enteramente pacífico - alrededor del año 250 san Dionisio y dos compañeros fueron arrestados y decapitados en la colina de Mons Mercurius, donde los cimientos romanos se han encontrado, más tarde conocido como Mons Martyrum (la "Colina de los Mártires" o Montmartre).
Lutecia fue rebautizada como París en el año 360, tomando su nombre del pueblo galo de los parisios. El nombre ya había sido usado durante siglos como un adjetivo ("Parisiacus"). La leyenda de la ciudad bretona de Ys sugiere un origen diferente pero menos probable.
Genoveva y la “salvación de París”
Hacia el año 450, Atila, rey de los hunos, vadeó el Rin y extendió el terror por Europa al mando de su feroz ejército. En 451, al aproximarse Atila a París, el obispo Germán ordenó rogativas públicas para que Dios salvara la ciudad. Entonces Genoveva, que sólo tenía veintiocho años, salió de su celda con una fuerza y vitalidad renovadas y encontró a los hombres de la ciudad reunidos en asamblea, temerosos y dubitativos sobre la decisión que debían tomar. Genoveva convenció entonces a los habitantes de París de no abandonar la ciudad ni entregarla a los hunos. Animó a los parisinos a resistir la invasión con estas palabras célebres: «Que los hombres huyan, si lo desean, si no son capaces de luchar más. Nosotras, las mujeres, rogaremos tanto a Dios, que Él atenderá nuestras súplicas». Estas palabras llenaron de valor al pueblo, que se preparó para la defensa de la ciudad. Atila fue derrotado en los campos Catalaunicos. Poco después, los ejércitos romanos de Teodorico y Merovingio derrotaron a Atila.

## Edad Media
Capital del Reino Franco
Luego de Tournai y Soissons, Clodoveo escoge finalmente a París como capital en el año 508. Es importante añadir que la ley Sálica fue fechada después de 507, algunas hipótesis indican que su promulgación coincidió con la instalación del rey en París.
Las razones por las cuales se escogió París parecen ser simplemente estratégicas, ya que la ciudad había sido una ciudad-guarnición y residencia imperial al final del Imperio. Aunque el hecho de que París fuera la capital era solo simbólico, ya que el reino franco no tenía administración y los reyes francos que sucedieron a Clodoveo no le dieron importancia al hecho de ser propietarios de la ciudad.
Invasiones vikingas

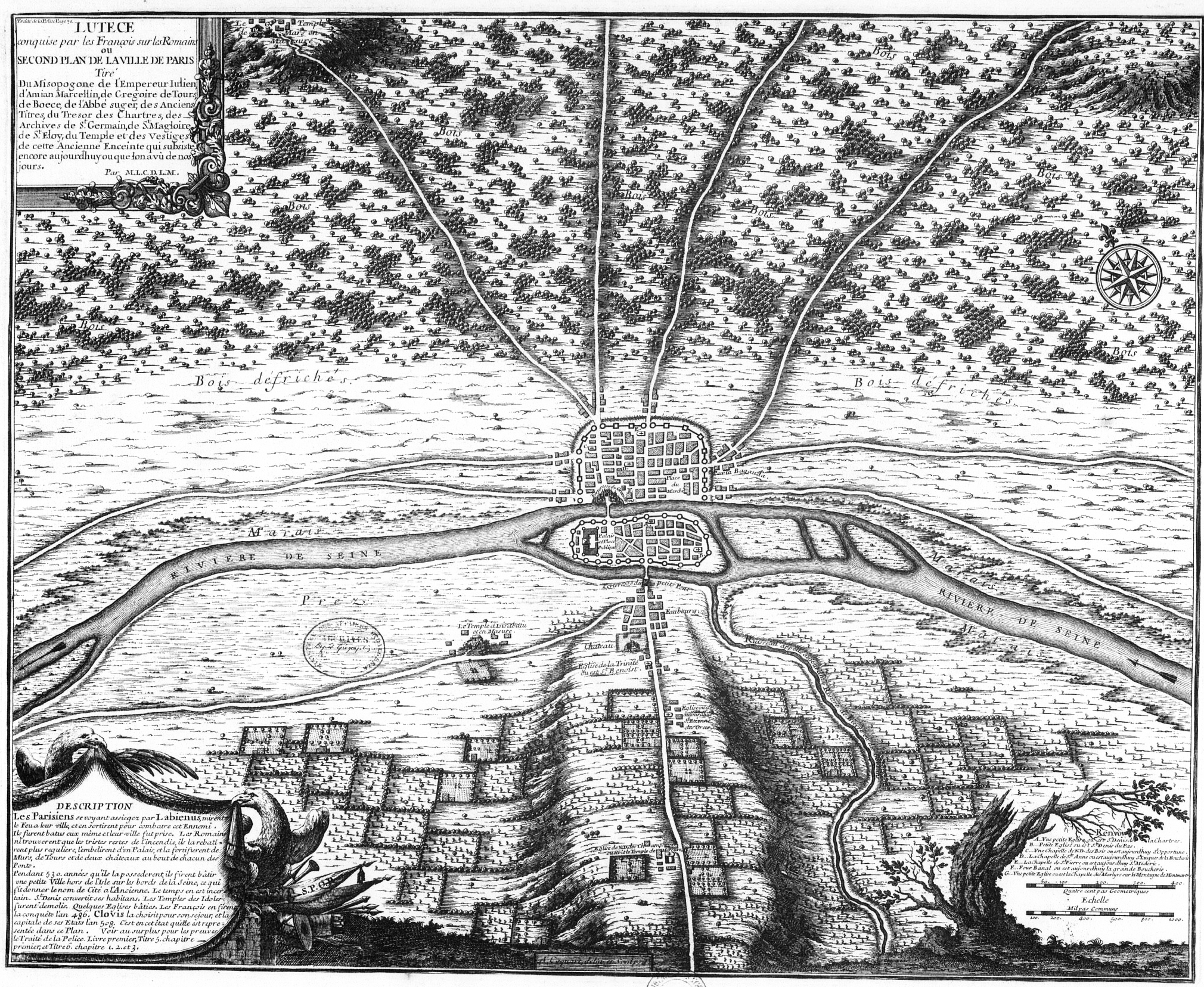
Mapa de Lutecia. Roma perdió el control de la ciudad a manos de los pueblos germanos y el rey franco Clodoveo I se instaló en ella en 508.

En el siglo IX los vikingos toman la ciudad (la asediaron infructuosamente en los años 885-886) y después Hugo Capeto se establece en ella, reformándola radicalmente.
De Hugo Capeto a la Guerra de los Cien Años

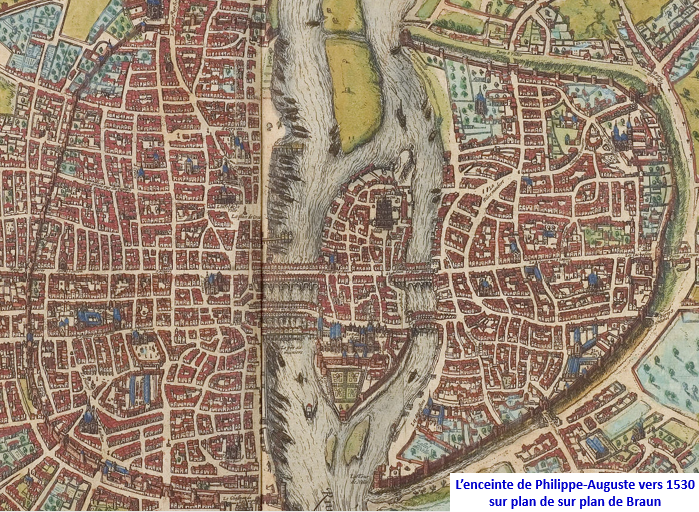
Felipe II Augusto, levantó una muralla defensiva a ambos lados del río.

París estaba dividida por el río Sena en tres secciones: “la cité” (en la Île de la Cité), “la ville”, en el norte, donde se encontraban el ayuntamiento y los edificios destinados a actividades mercantiles y “la université”, al sur, donde estaba la universidad. Estos sectores de la ciudad estaban unidos por tres puentes: el Petit Pont (que unía “la universite” con la isla); su prolongación hacia la otra orilla: el Pont Notre Dame, y por último el Pont au Change únicamente en el lado norte.
El Sena era la principal vía comercial de la región, y París pronto concentra el comercio de exportación de vinos "de Francia", es decir, de la Île-de-France. A más tardar en 1121 los comerciantes ya habían organizado la Hanse Parisienne, la "hansa de los comerciantes del agua", que obtuvo del rey el monopolio del comercio entre la ciudad y Mantes-la-Jolie, privilegio confirmado en 1170 por Luis VII. Este privilegio fue concedido para proteger a los comerciantes parisinos de la competencia de Ruan en tiempos en que el duque de Normandía era el rey de Inglaterra, pero se mantuvo luego de que Felipe II Augusto se apoderara de Normandía en 1204. Así pues, la hansa de los navieros parisinos, con su preboste y escribanos, será el germen del ayuntamiento de la ciudad, y el barco que los representaba aún hoy adorna el escudo de París.

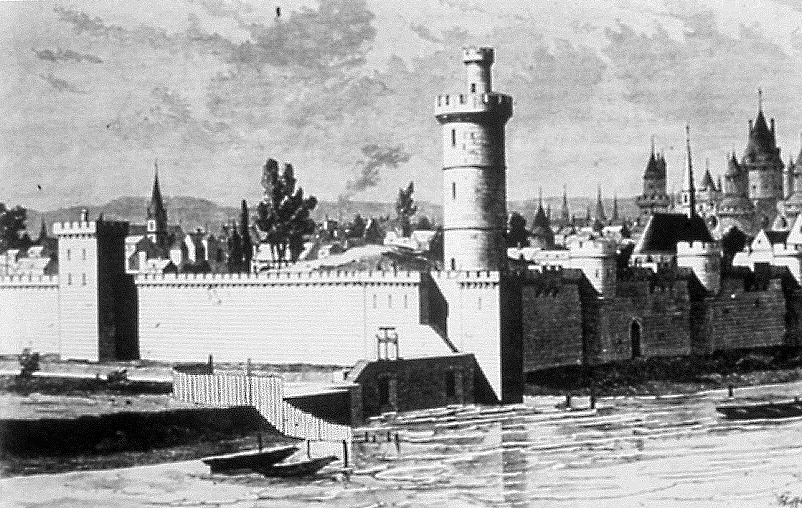
La muralla del Louvre. La ciudad fue escenario de la Guerra de los Cien Años, donde es ocupada dos veces por los ingleses y la corte se traslada a las castillos del Loira.

En la Edad Media, Luis IX reforma la organización administrativa parisina, estableciendo en 1263 un órgano de gobierno formado por representantes de los mercaderes del agua, quienes desde 1170 habían regulado el comercio en el Sena por vía fluvial. Al mando de estos mercaderes, colocó al Preboste de los mercaderes de París, siendo Evrard de Valenciennes el primero en ostentar el cargo, asistido por cuatro échevins.
Guerra de los Cien Años
Étienne Marcel, conocido también como Esteban Marcel por la historiografía española (1302/10 - París, 31 de julio de 1358), fue preboste de los mercaderes de París durante el reinado de Juan II de Francia. Encabezó el movimiento reformista que trató de instaurar una monarquía controlada en 1357, oponiéndose al poder real del delfín Carlos. Representante del tercer estado, desempeñó un rol determinante en el desarrollo de los Estados Generales de Francia que se celebraron durante la guerra de los Cien Años: los de 1355, destinados a controlar los impuestos; los de 1356, que aprobaron la recaudación de nuevos tributos; y los de 1357, que debían sancionar el rescate del rey Juan.

## Edad Moderna
Renacimiento

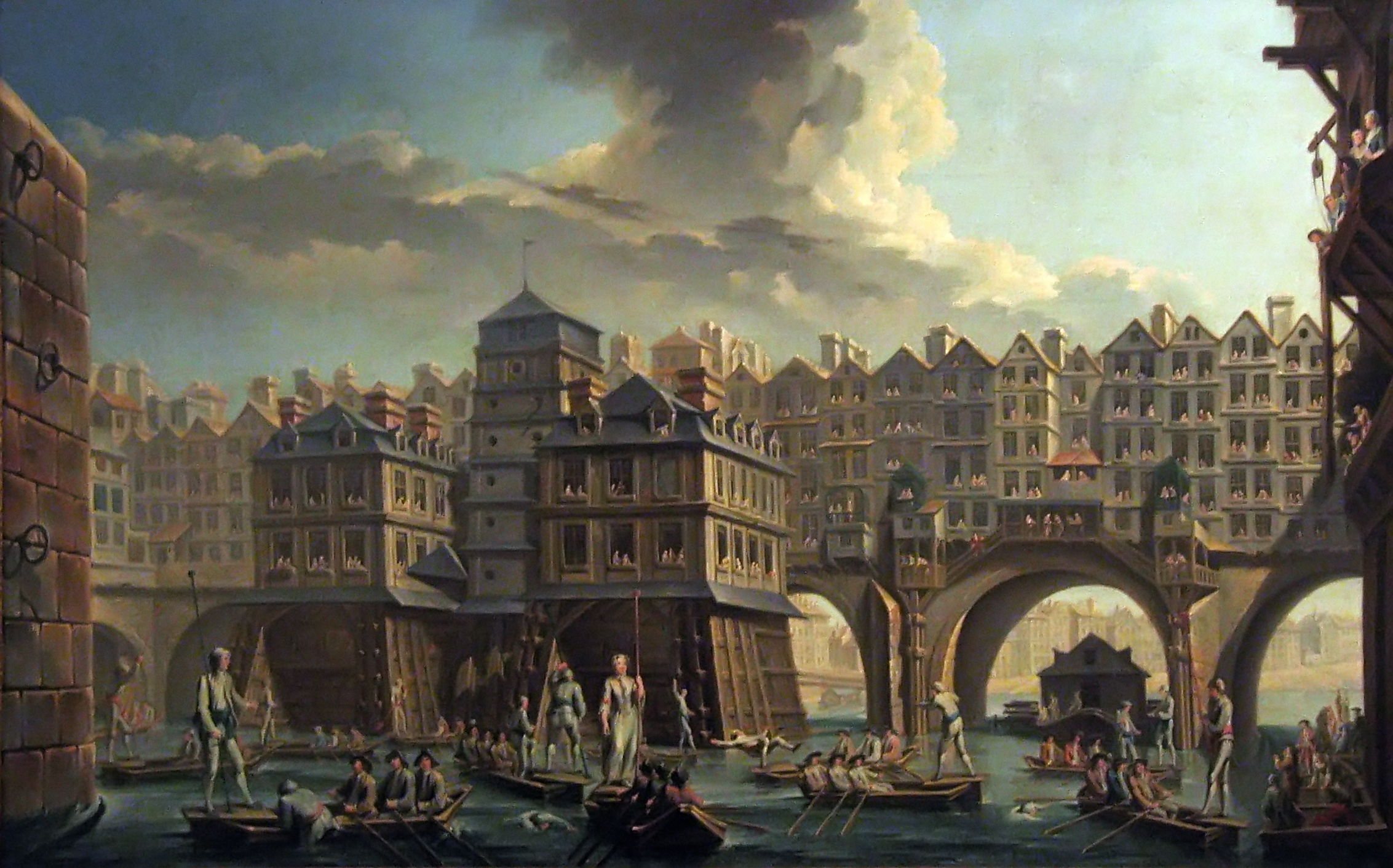
Pont Notre-Dame.

En el inicio de este periodo la ciudad es centro de importantes transformaciones socioculturales. En 1527 Francisco I traslada de nuevo la corte a París, específicamente al castillo del Louvre que es reconstruido. Personajes centrales de esta etapa son Enrique IV y Catalina de Médici, quien manda a construir el Palacio de las Tullerías. La ciudad sería un importante centro gótico y renacentista y su población en 1500 era de 185 000 habitantes, la segunda de Europa tras Constantinopla. Durante esta etapa se realiza mucho trabajo urbanístico; lo más destacado es la creación de “plazas reales” con distintas formas. Estas plazas están rodeadas de viviendas, con la estatua de un rey en el centro y tenían el objetivo de reactivar distintas partes de la ciudad o articular calles. Algunos ejemplos son la Place Dauphine y la Place des Vosges. También se comenzó muy tímidamente con la organización de la ciudad mediante el trazado de algunos bulevares.

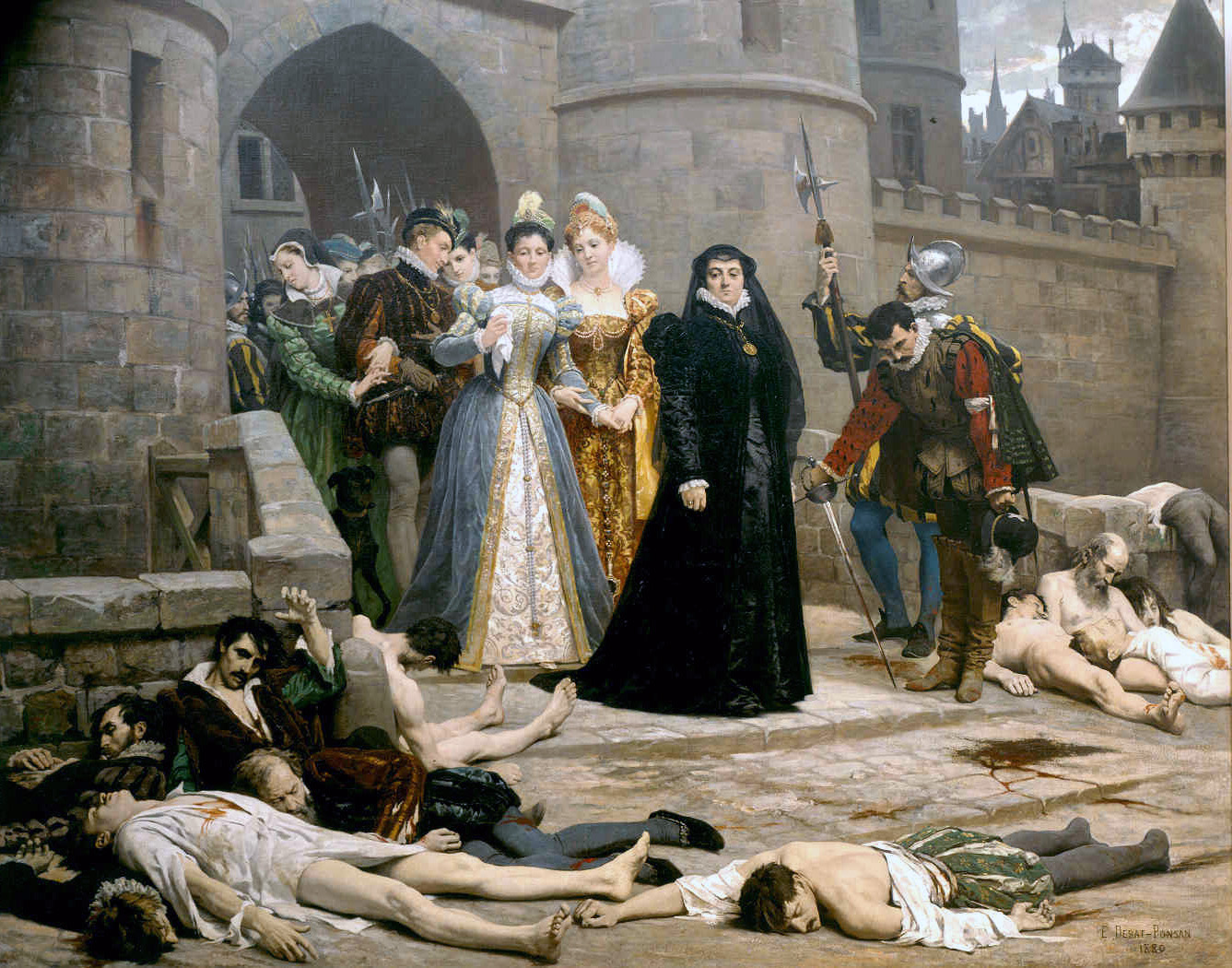
Matanza de San Bartolomé.

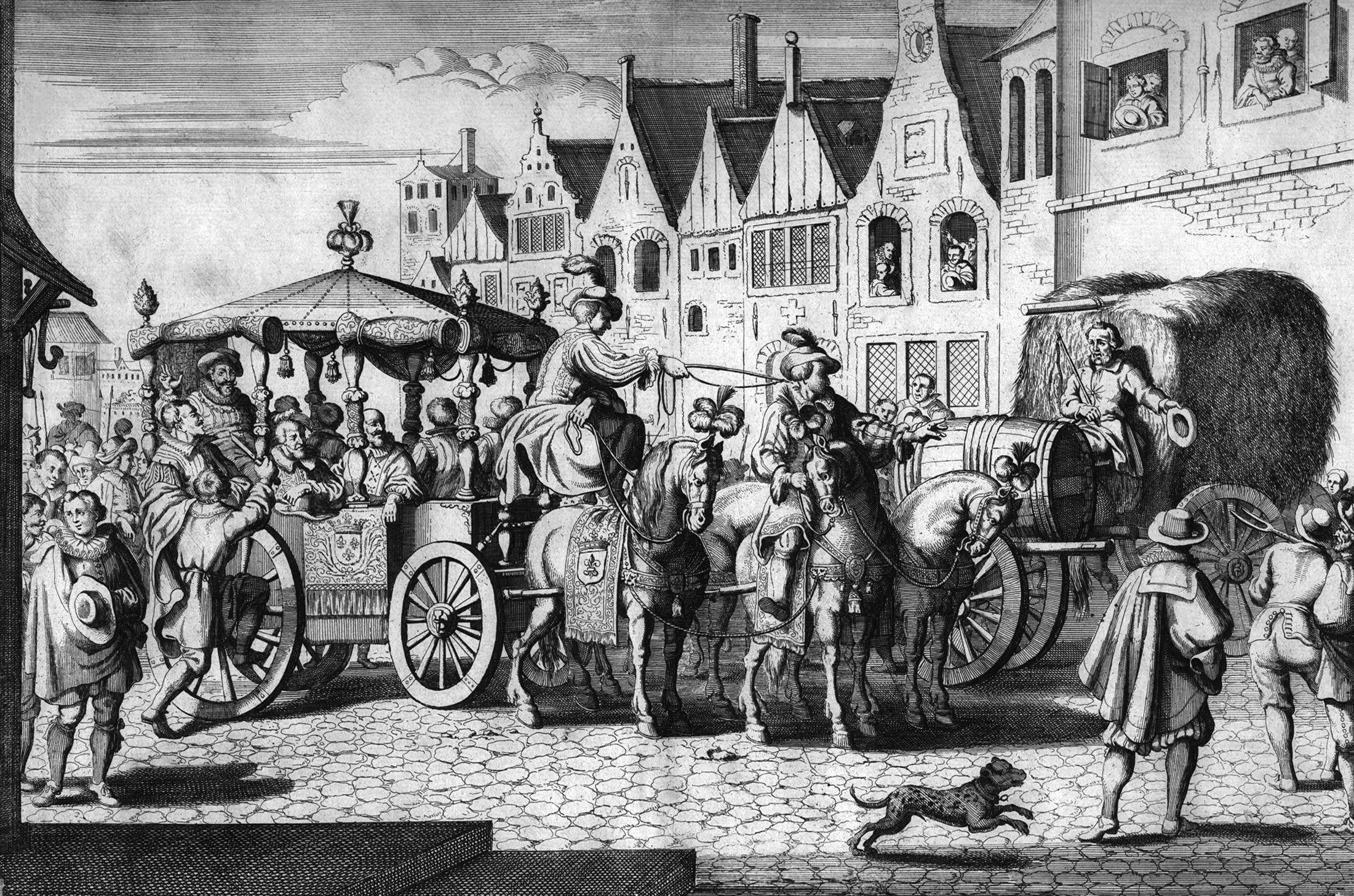
Asesinato de Enrique IV.

Guerras de religión
El 7 de mayo, el ejército de Enrique IV rodeó la ciudad, imponiendo un bloqueo a París. Enrique tenía en este punto solo alrededor 12 000-13 000 efectivos, mientras que los defensores eran estimados en alrededor de 30 000, en su mayoría milicias. Debido a la cantidad limitada de artillería que Enrique había traído, se pensó que la ciudad católica solo podía verse obligada a rendirse a través de inanición. La defensa de la ciudad fue puesta en manos de Carlos Manuel de Saboya-Nemours, Duque de Nemours.
Siglo XVII

## Edad Contemporánea

### Revolución francesa

En la fortaleza de la Bastilla que se encontraba en el oriente de la ciudad, se inició la Revolución francesa. París contaba en ese momento con más de habitantes.

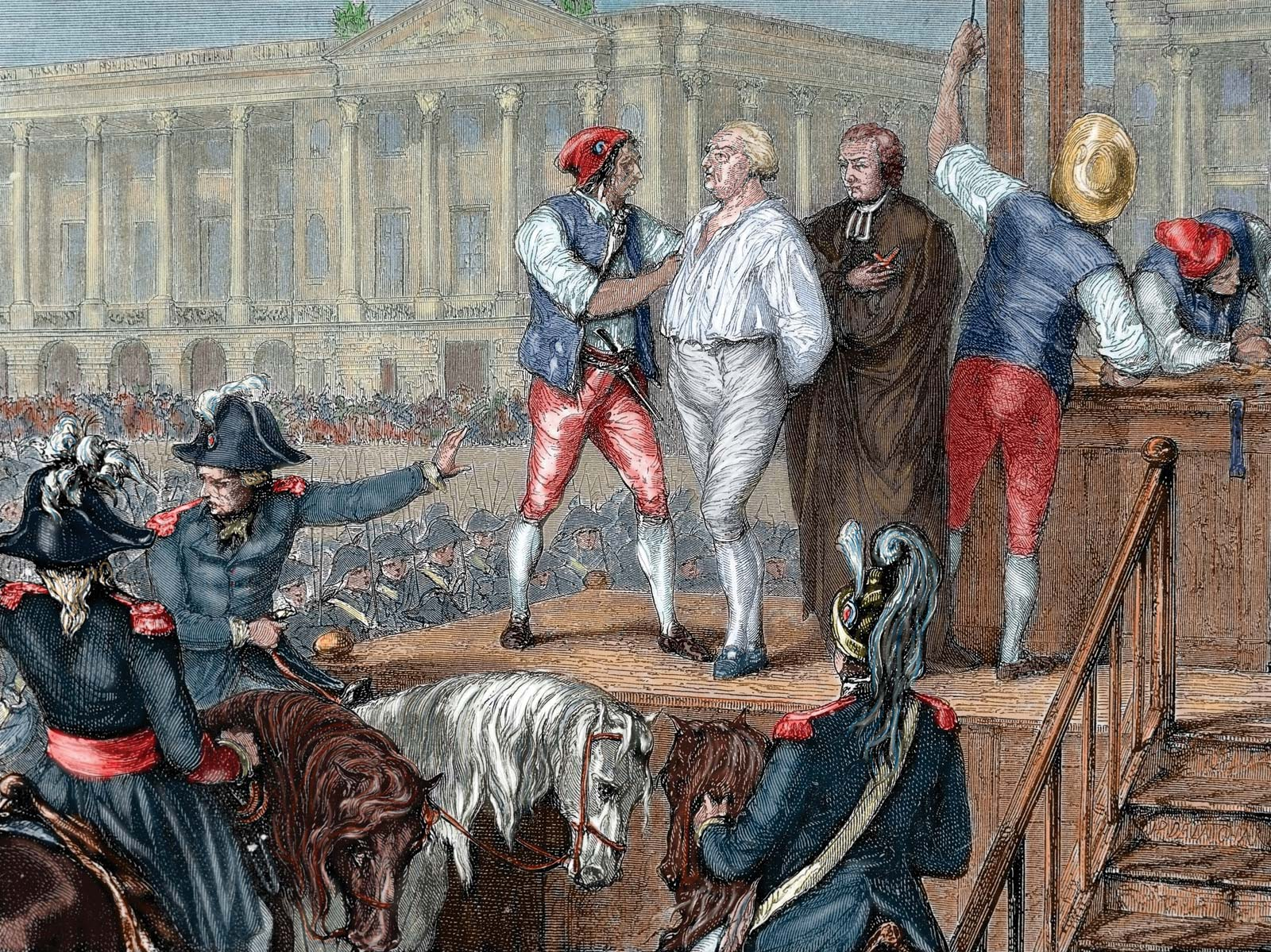
Ejecución de Luis XVI.

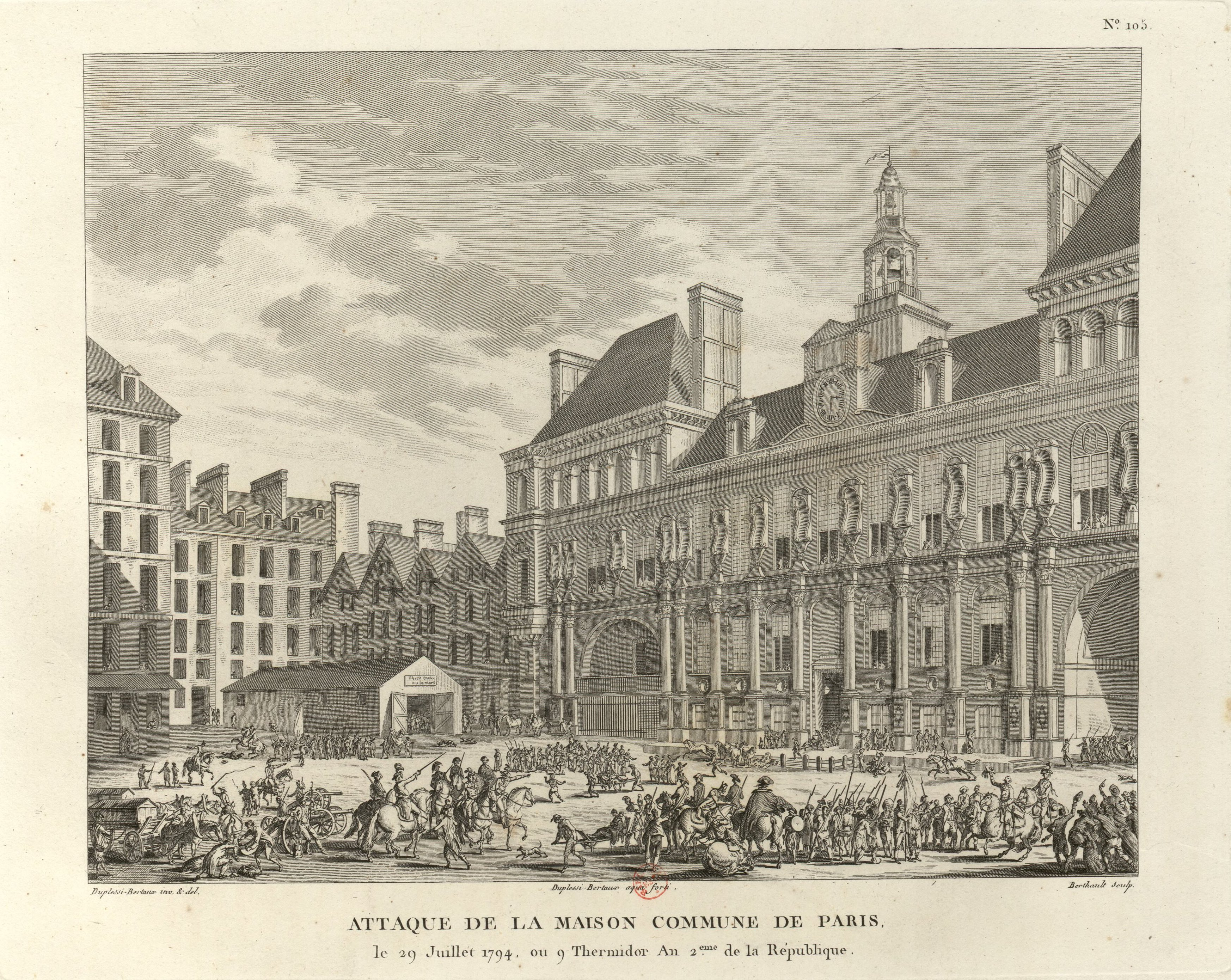
Ataque al ayuntamiento de París el 27 de julio de 1794 (caída de Robespierre).

Toma de la Bastilla
Asamblea Nacional Constituyente
La Asamblea Nacional Constituyente (en francés: Assemblée nationale constituante) fue la primera asamblea constituyente de Francia. Formada a partir de la Asamblea Nacional, fue proclamada el 9 de julio de 1789, en los inicios de la Revolución francesa. 
Jornada del 10 de agosto de 1792
Masacres de septiembre
Las Masacres de septiembre hacen referencia a las ejecuciones en masa que se desarrollaron del 2 al 6 de septiembre de 1792. Es uno de los episodios más sombríos de la Revolución francesa. Los historiadores no se ponen de acuerdo sobre los motivos que indujeron a cometer unos actos tan irracionales y en circunstancias tan particularmente terribles para los prisioneros. Estas ejecuciones no solo se llevaron a cabo en París, las sufrieron también en otras ciudades del país, como por ejemplo en Orleans, Meaux o Reims, aunque no fueran en número tan elevado como en París. 

### Primer Imperio
Napoleón I se proclamó emperador de los franceses en 1804 en la Catedral Notre Dame de París. El 12 de julio de 1806 se reunieron en París dieciséis príncipes alemanes y firmaron el acta que oficializaba la confederación del Rin, en la que ponían fin a su conexión con el Sacro Imperio Romano y concretaban la alianza con el Imperio Francés.

### La Restauración y la Monarquía de Julio

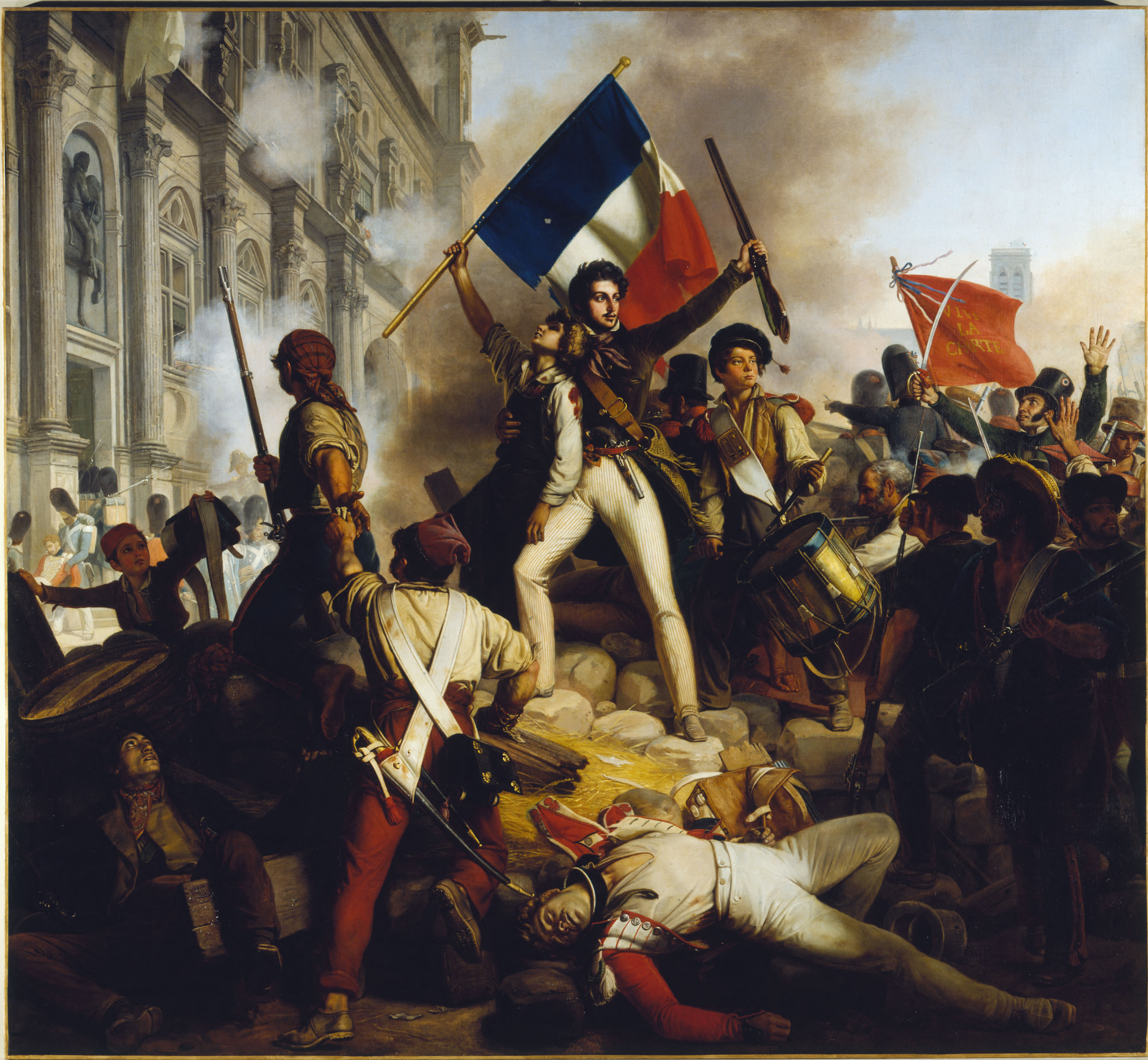
Combate frente al Ayuntamiento de París el 28 de julio de 1830 de Jean-Victor Schnetz.

La Revolución de 1830 en Francia, llamada también "Revolución de julio" o "Las tres gloriosas" por haberse desarrollado en 3 días del mes de julio, fue una revuelta de las clases medias y populares contra el rey Carlos X y su gobierno autocrático. Fue reemplazado por Luis Felipe I, de la dinastía Borbón pero de la rama de Orleans. Las monarquías europeas y los círculos legitimistas le dieron el sobrenombre de rey de las barricadas, mientras el pueblo francés le apodó el rey ciudadano, en los inicios de su reinado.
Cuando Carlos X subió al trono el 16 de septiembre de 1824, Francia estaba regida según los principios de la Carta de 1814, firmada por su antecesor, su hermano Luis XVIII. Los gobiernos monárquicos de los dos últimos Borbones se caracterizaron por intentar restablecer una monarquía con tendencias absolutistas y limitar el ya de por sí reducido poder de las cámaras. A partir de 1821, los gobiernos fueron dominados por ministros ultramonárquicos, provocando un descontento creciente tanto entre los monárquicos moderados como entre la burguesía liberal, y un repunte de las posturas republicanas. Por otro lado, las clases populares venían soportando una prolongada crisis económica y las hambrunas aún asolaban el país.
Según avanzaba el reinado de Carlos X, el pueblo veía cada vez más improbable que se aprobaran unas necesarias reformas políticas (como la ampliación del voto censitario en el que solo podían votar las personas con un determinado nivel de ingresos, y que la Paridad en la Cámara Alta dejara de ser hereditaria) y que se garantizaran los derechos civiles (como la libertad de expresión y de prensa, y la supresión de la censura). 
Después de las elecciones a la Cámara Baja de julio de 1830, Carlos X se enfrentaba a una mayoría liberal moderada. Ante este hecho, disolvió la recién elegida Cámara de diputados, y decretó las 4 ordenanzas de julio, esperando así poder reconstituir una mayoría parlamentaria que le fuese más favorable. Las ordenanzas (decretos) suspendían la libertad de prensa, alargaban el cargo de los diputados reduciendo su número y limitaban el derecho de voto.
El pueblo de París se echó a las calles, alentado por la prensa. Con el apoyo de la Guardia Nacional, consiguió derrotar al ejército real. Durante estos hechos se produjeron actos de violencia anticlerical.[cita requerida] Los diputados liberales eligieron al nuevo rey, Luis Felipe I de Francia, a propuesta de La Fayette. El rey Carlos X se vio forzado a exiliarse, y Francia se dotó de una Constitución liberal.
La Revolución de 1830 trajo consigo una Constitución que reconocía de nuevo la soberanía nacional. El Rey ya no lo es de Francia por derecho divino, sino de los franceses por voluntad de los mismos. Luis Felipe I de Orleans era el jefe del ejecutivo y compartía la iniciativa legislativa con las Cámaras. La Cámara de los Pares dejó de ser hereditaria y perdió importancia en favor de la Cámara de los diputados.

### Segundo Imperio

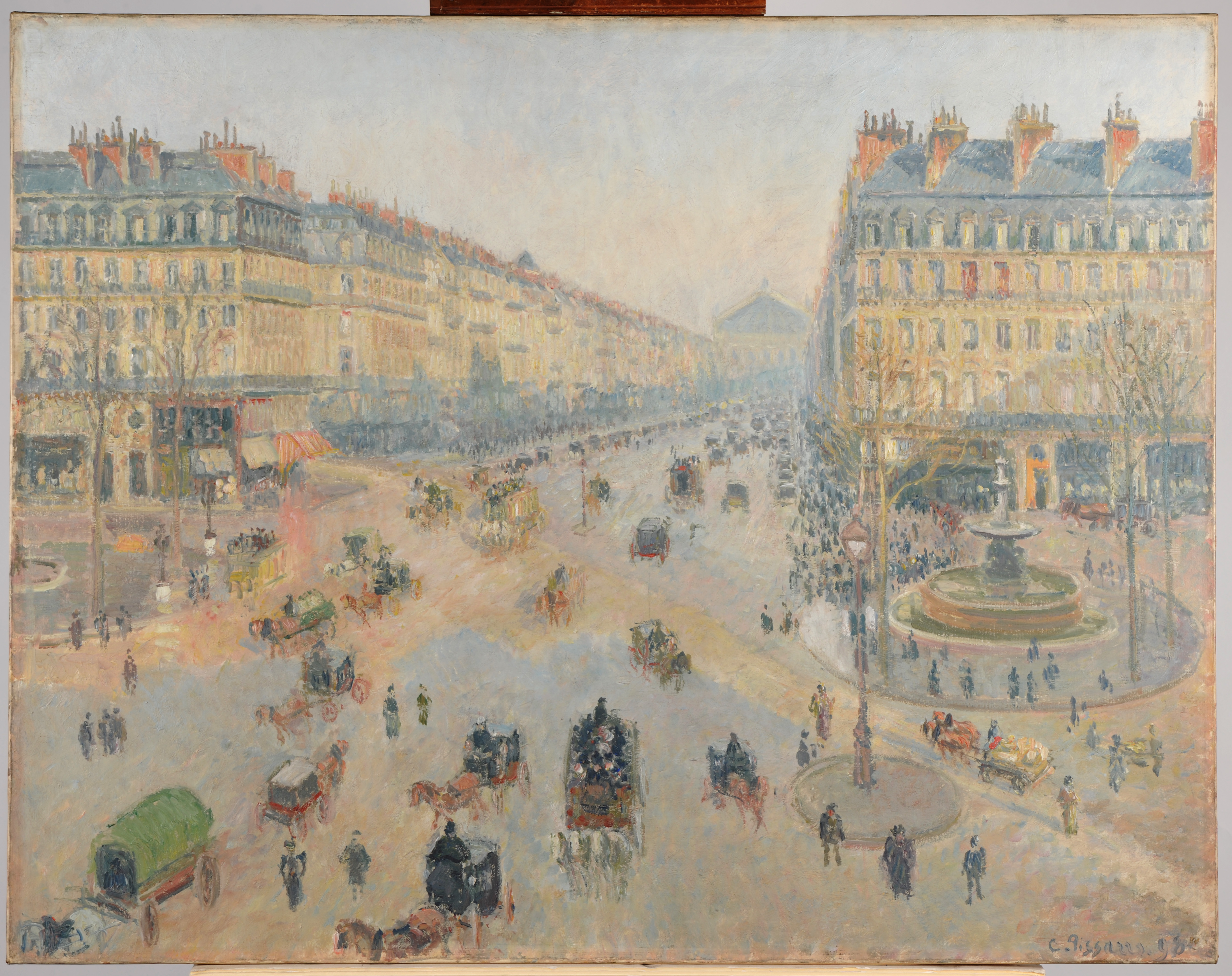
La avenida de la Ópera vista por Pissaro desde el actual hôtel du Louvre.

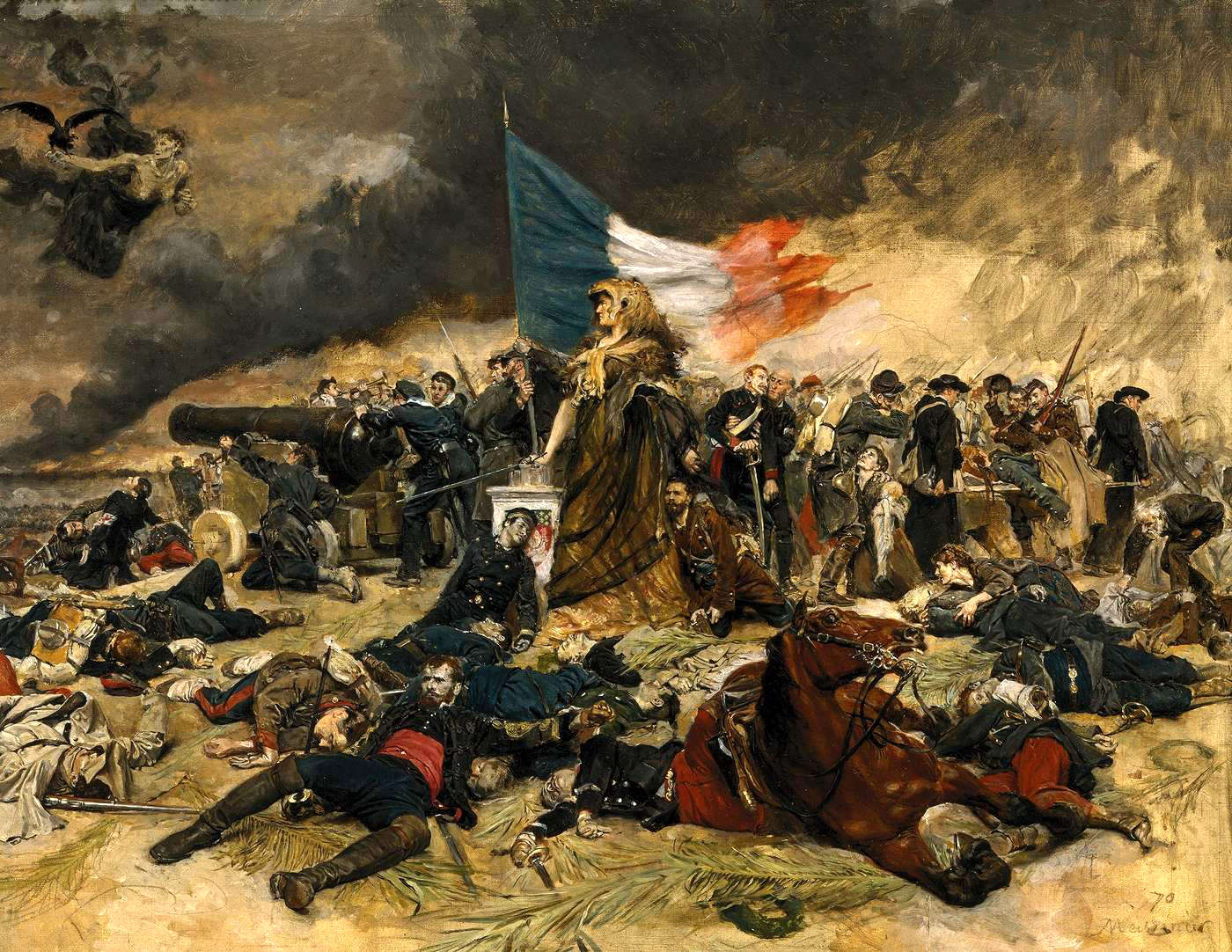
El sitio de París, por Jean-Louis-Ernest Meissonier (1870).

Las transformaciones de París durante el Segundo Imperio o trabajos haussmanianos constituyeron la modernización del conjunto de la capital francesa llevada a cabo de 1852 a 1870 por Napoleón III y el prefecto Haussmann.
El proyecto cubrió todos los dominios del urbanismo, tanto en el corazón de París, como en los barrios periféricos: calles y bulevares, reglamentación de las fachadas, espacios verdes, mobiliario urbano, redes de alcantarillado y abastecimiento de agua, equipamientos y monumentos públicos.
Sitio de París (1870-1871)
Comuna de París
La Comuna de París (del francés: la Commune de Paris) fue un movimiento insurreccional que del 18 de marzo al 28 de mayo de 1871 gobernó brevemente la ciudad de París, cuyo espíritu era el socialismo autogestionario. 
Durante la guerra franco-prusiana de 1870 a 1871, la Guardia Nacional francesa había defendido París, a la vez que el radicalismo de clase obrera crecía entre sus soldados. Tras el establecimiento de la Tercera República en septiembre de 1870 (bajo el mando del jefe del ejecutivo francés Adolphe Thiers desde febrero de 1871) y la completa derrota del ejército francés a manos de los alemanes en marzo de 1871, los soldados de la Guardia Nacional tomaron el control de la ciudad el 18 de marzo. Dieron muerte a dos generales del ejército francés y se negaron a aceptar la autoridad de la Tercera República, intentando en su lugar establecer un gobierno independiente. La Comuna gobernó París durante dos meses, estableciendo políticas que tendían hacia un sistema progresista y antirreligioso de su propio supuesto socialismo, que era una mezcla ecléctica de muchas escuelas del siglo XIX. 
No hay consenso respecto al tipo de sociedad que fue la Comuna de París, pues para los socialistas marxistas la Comuna de París fue la primera dictadura del proletariado de la historia, pero los anarcosocialistas no están de acuerdo y en cambio la consideran una sociedad anarcosocialista. En cualquier caso, la Comuna (el término commune designaba entonces y aún designa al ayuntamiento en francés) gobernó durante 60 días promulgando una serie de decretos revolucionarios, como la autogestión de las fábricas abandonadas por sus dueños, la creación de guarderías para los hijos de las obreras, la laicidad del Estado, la obligación de las iglesias de acoger las asambleas de vecinos y de sumarse a las labores sociales, la remisión de los alquileres impagados y la abolición de los intereses de las deudas, autogobierno y la abolición del trabajo infantil. Se cerraron todas las iglesias y escuelas católicas. Corrientes feministas, socialistas, comunistas, socialdemócratas de vieja escuela (una mezcla de reformismo y revolucionarismo) y anarquistas desempeñaron papeles importantes en la Comuna. Muchas de estas medidas respondían a la necesidad de paliar la pobreza generalizada que había causado la guerra. 
Sin embargo, los diversos comuneros tuvieron poco más de dos meses para lograr sus respectivos objetivos antes de que el ejército nacional francés suprimiera la Comuna a finales de mayo, durante La semaine sanglante («La semana sangrienta») que comenzó el 21 de mayo de 1871. Se calcula que entre 10.000 y 15.000 comuneros murieron en combate o fueron ejecutados rápidamente, aunque una estimación no confirmada de 1876 elevaba la cifra a 20.000. En sus últimos días, la Comuna ejecutó al arzobispo de París, Georges Darboy, y a un centenar de rehenes, en su mayoría gendarmes y sacerdotes. 43.522 comuneros fueron hechos prisioneros, entre ellos 1.054 mujeres. Más de la mitad fueron liberados rápidamente. Quince mil fueron juzgados, de los cuales 13.500 fueron declarados culpables. Noventa y cinco fueron condenados a muerte, 251 a trabajos forzados y 1.169 a deportación (la mayoría a Nueva Caledonia). Otros miles de miembros de la Comuna, incluidos varios de sus líderes, huyeron al extranjero, principalmente a Inglaterra, Bélgica y Suiza. Todos los prisioneros y exiliados fueron indultados en 1880 y pudieron regresar a sus hogares, donde algunos reanudaron sus carreras políticas.

### De laBelle Époquea la Primera Guerra Mundial

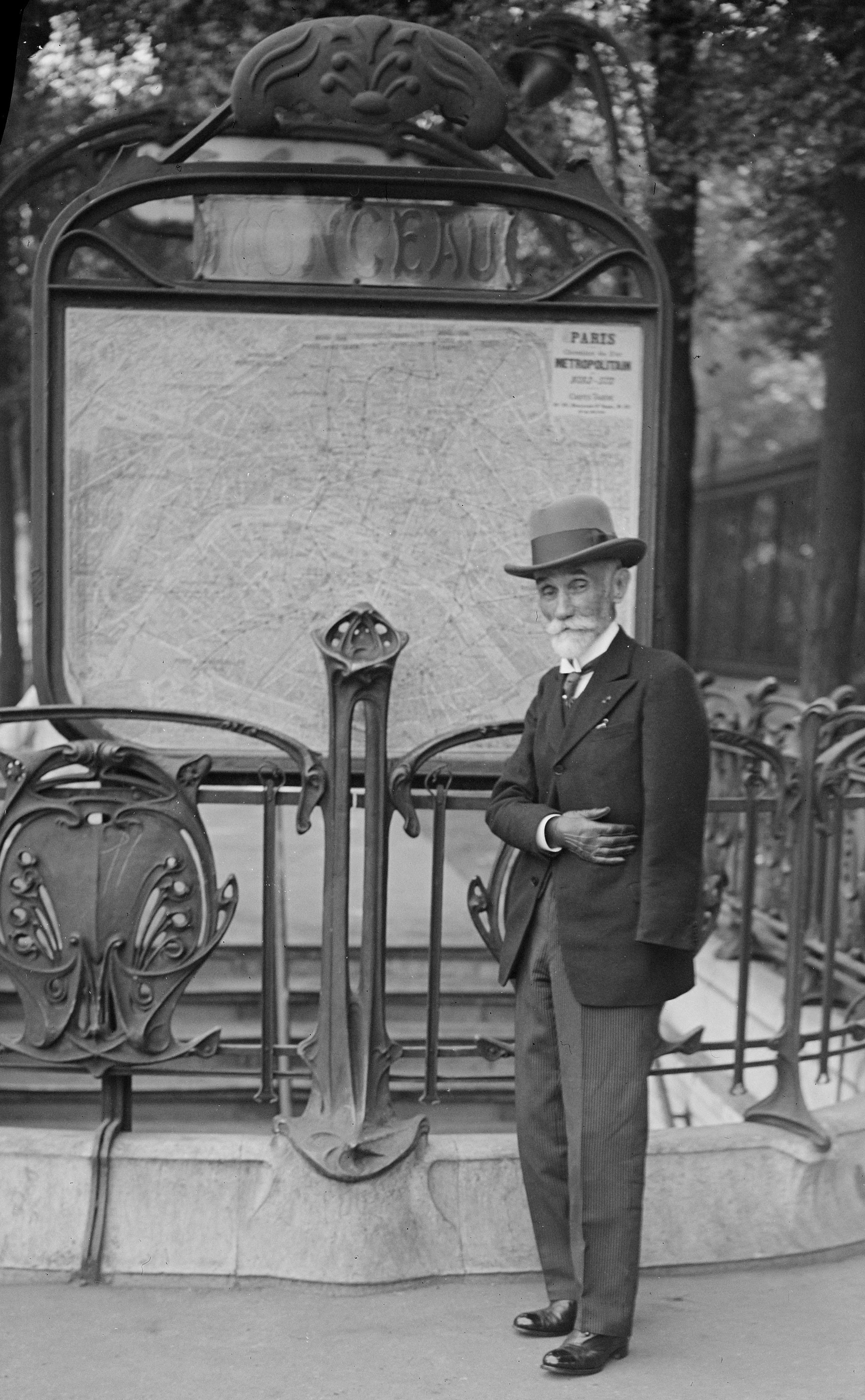
Fulgence Bienvenüe, «padre» del metro de París.

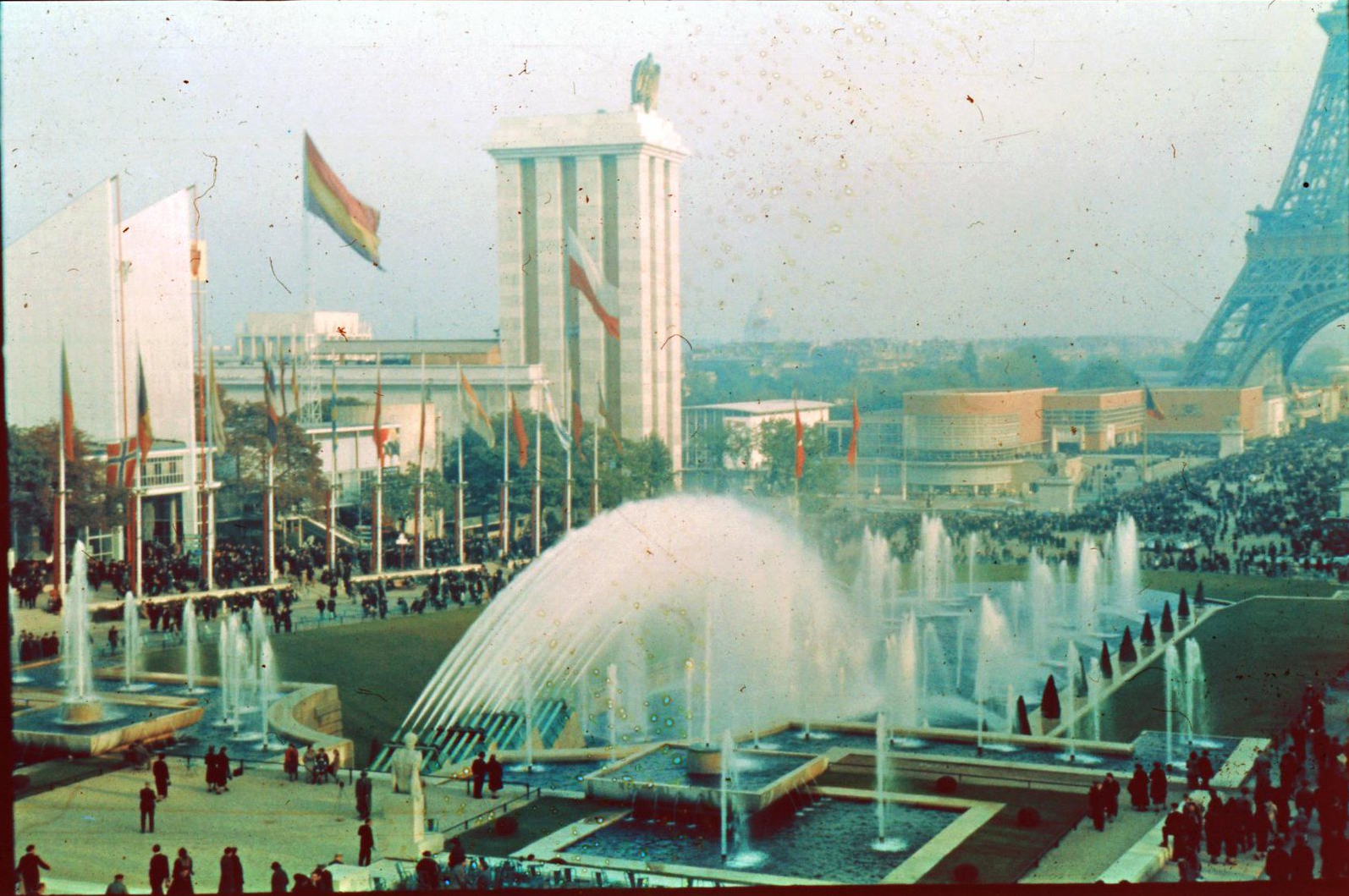
Exposición Internacional de París de 1937.

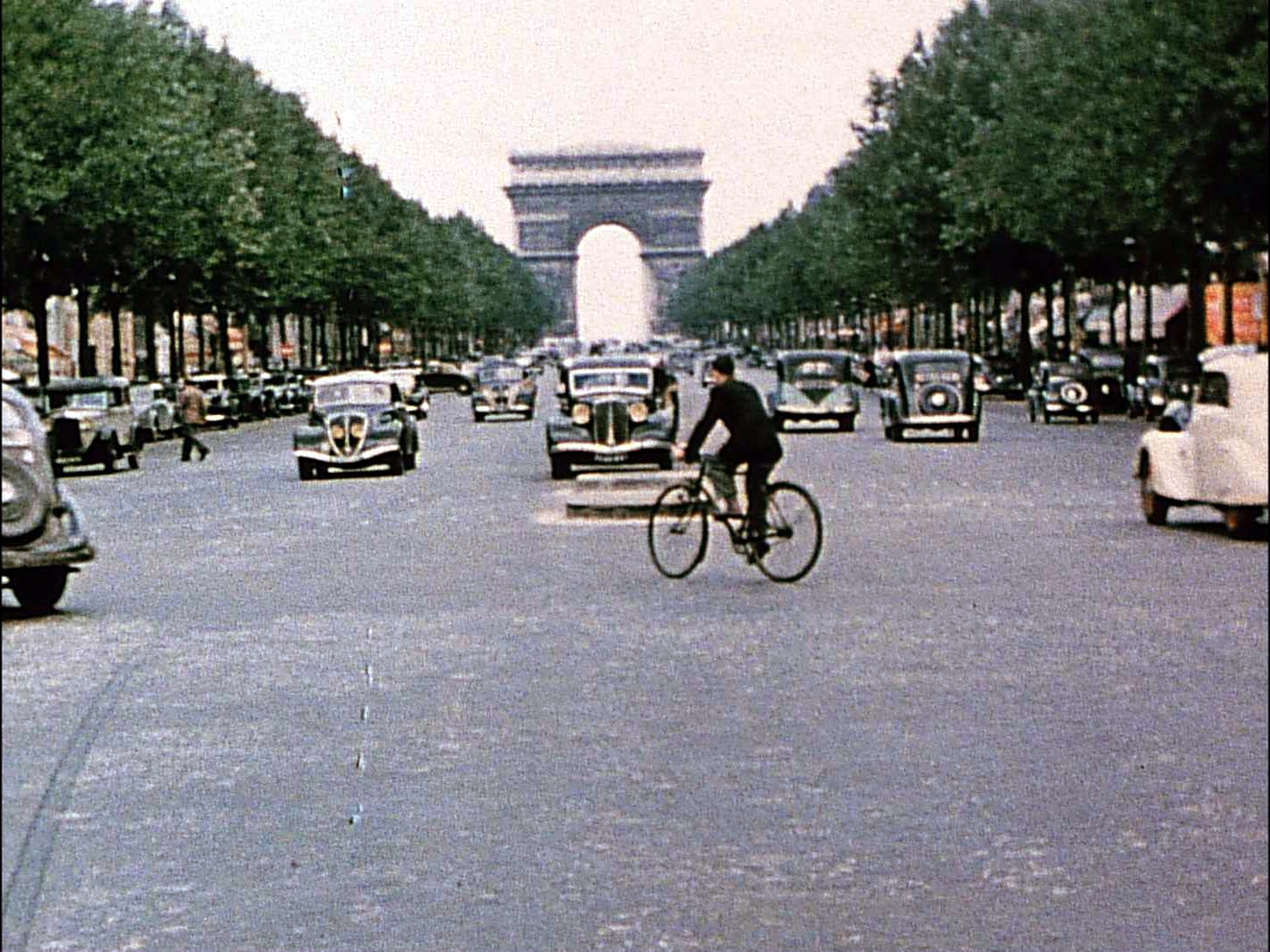
Arco de Triunfo de París, 1939.

Respecto a la ropa, París fue el centro neurálgico de este movimiento. El corsé era de uso cotidiano. Las plumas y pieles exóticas se pusieron en moda más que nunca antes, ya que la alta costura se inventó en París, el centro de la Belle Époque, donde la moda comenzó a moverse en un ciclo anual. En París, restaurantes como Maxim's Paris lograron un nuevo esplendor y prestigio como lugares para que los ricos desfilaran. Maxim's Paris fue posiblemente el restaurante más exclusivo de la ciudad. Los estilos de vida bohemios ganaron un glamour diferente, prosiguiendo en los cabarés de Montmartre.

### El período de entreguerras y la Segunda Guerra Mundial

Histórica y simbólica fotografía de Adolf Hitler junto a Albert Speer y Arno Breker en junio de 1940, al comienzo de la ocupación alemana de Francia.

En 1940 la ciudad se vio conquistada por el ejército alemán de Hitler en el marco de la Segunda Guerra Mundial. París estuvo administrada por las fuerzas de ocupación, que la abandonaron después de cuatro años, sin causarle destrozos de consideración, en comparación con los daños sufridos por otras ciudades europeas en esta guerra.
La liberación de París durante la Segunda Guerra Mundial consistió en la entrada de los aliados a París, en agosto de 1944. La batalla comenzó con una sublevación de la Resistencia francesa en la ciudad, a la que poco después se unieron elementos de la 2.ª División Blindada francesa (encuadrada en el Tercer Ejército estadounidense y conocida como División Leclerc) y, en mucha menor medida, de la 4.ª División de Infantería estadounidense.

### Desde 1946

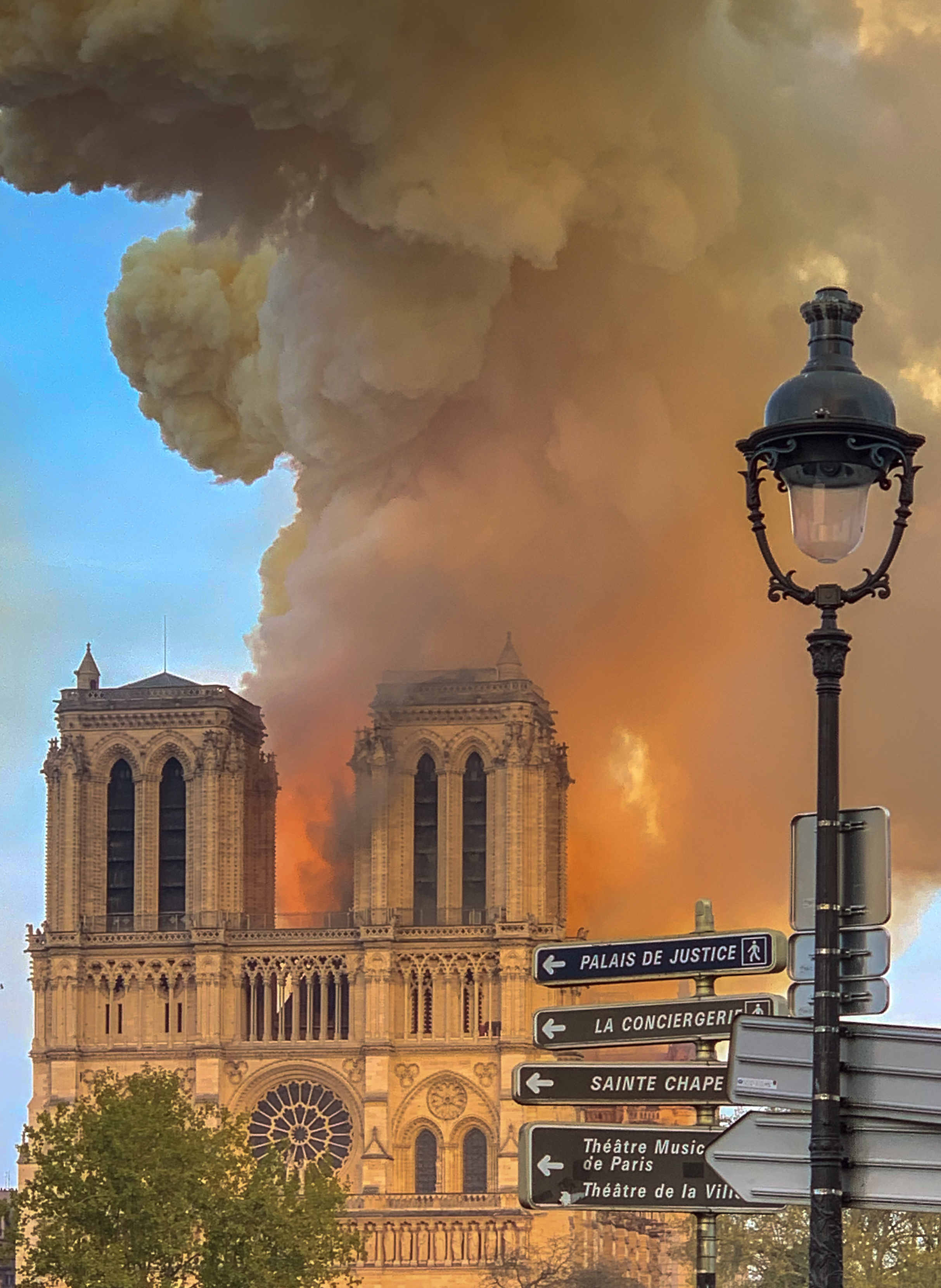
Incendio de la catedral de Notre Dame de París (2019).

En el mes de mayo de 1968 París es escenario de una serie de huelgas estudiantiles en numerosas universidades e institutos, seguidas de confrontaciones con la universidad y la policía. Muchos de los manifestantes se adhirieron a causas de izquierdas, como el comunismo o el rechazo a la guerra de Vietnam, o el anarquismo. Muchos vieron los hechos como una oportunidad de sacudir a la "vieja sociedad" en muchos aspectos sociales, como los métodos educativos y la libertad sexual. Una minoría de manifestantes, como el grupo Occident, apoyaba causas de extrema derecha. Estos eventos se conocen como Mayo francés y conforman uno de los capítulos históricos más destacados de la posguerra.
Bajo la administración del presidente François Mitterrand, en los años 1980 y comienzos de los 1990 la ciudad recibe un renovado impulso en su urbanismo e infraestructura. Se renuevan sectores deprimidos de la ciudad, en particular barrios de la ribera izquierda y la Villette, se levantaron nuevos edificios emblemáticos, como la biblioteca, el arco de la Defensa, o el Museo de Orsay y se renovó radicalmente el Museo del Louvre.